# Andrea Gesch
Andrea Martina Gesch (* 5. Oktober 1973 in Hennigsdorf) ist eine ehemalige deutsche Ruderin.

## Werdegang
Andrea Gesch wurde 1995 zusammen mit Heike Zazworka, Doreen Martin und Dana Pyritz Deutsche Meisterin im Vierer ohne Steuerfrau. Im gleichen Jahr belegte sie zusammen mit Heike Zazworka den vierten Platz im Zweier ohne Steuerfrau bei den Weltmeisterschaften in Tampere.
1996 folgte dann ihr zweiter Deutscher Meistertitel, dieses Mal mit dem Achter. Zudem wurde Gesch für den Frauenachter bei den Olympischen Sommerspielen 1996 in Atlanta nominiert. Das deutsche Boot belegte in der Regatta auf dem Lake Lanier den achten und somit letzten Platz.